# Рамон Гарсія (борець)
Рамон Антоніо Гарсія (ісп. Ramón Antonio García; нар. 10 листопада 1987) — домініканський борець греко-римського і вільного стилів, чемпіон, триразовий срібний та дворазовий бронзовий призер Панамериканських чемпіонатів, бронзовий призер Панамериканських ігор, чемпіон Південної Америки, срібний та дворазовий бронзовий призер Центральноамериканських і Карибських ігор. Усі титули здобув у змаганнях з греко-римської боротьби.

## Життєпис
Боротьбою почав займатися з 2003 року. У 2005 році став срібним призером Панамериканського чемпіонату з греко-римської боротьби серед юніорів. У 2006 — став чемпіоном Панамериканського чемпіонату з греко-римської боротьби серед юніорів. Виступив на цьому ж чемпіонаті й у змаганнях з вільної боротьби і теж став чемпіоном.
Тренер — Олгуй Сабуа Монтеро.

## Спортивні результати на міжнародних змаганнях

### Виступи на Чемпіонатах світу
| Змагання                        | Збірна                   | Вагова категорія                  | Місце |
| ------------------------------- | ------------------------ | --------------------------------- | ----- |
| Чемпіонат світу з боротьби 2011 | Домініканська Республіка | греко-римська боротьба, до 120 кг | 32    |
| Чемпіонат світу з боротьби 2013 | Домініканська Республіка | греко-римська боротьба, до 120 кг | 9     |

### Виступи на Панамериканських чемпіонатах
| Змагання                                   | Збірна                   | Вагова категорія                  | Місце  |
| ------------------------------------------ | ------------------------ | --------------------------------- | ------ |
| Панамериканський чемпіонат з боротьби 2010 | Домініканська Республіка | греко-римська боротьба, до 120 кг | Бронза |
| Панамериканський чемпіонат з боротьби 2011 | Домініканська Республіка | греко-римська боротьба, до 120 кг | Бронза |
| Панамериканський чемпіонат з боротьби 2012 | Домініканська Республіка | греко-римська боротьба, до 120 кг | Срібло |
| Панамериканський чемпіонат з боротьби 2013 | Домініканська Республіка | греко-римська боротьба, до 120 кг | Золото |
| Панамериканський чемпіонат з боротьби 2014 | Домініканська Республіка | греко-римська боротьба, до 130 кг | Срібло |
| Панамериканський чемпіонат з боротьби 2015 | Домініканська Республіка | греко-римська боротьба, до 130 кг | Срібло |

### Виступи на Панамериканських іграх
| Змагання                  | Збірна                   | Вагова категорія                  | Місце  |
| ------------------------- | ------------------------ | --------------------------------- | ------ |
| Панамериканські ігри 2011 | Домініканська Республіка | греко-римська боротьба, до 120 кг | Бронза |

### Виступи на чемпіонатах Південної Америки
| Змагання                                    | Збірна                   | Вагова категорія                  | Місце  |
| ------------------------------------------- | ------------------------ | --------------------------------- | ------ |
| Чемпіонат Південної Америки з боротьби 2014 | Домініканська Республіка | греко-римська боротьба, до 130 кг | Золото |

### Виступи на Центральноамериканських і Карибських іграх
| Змагання                                                | Збірна                   | Вагова категорія                  | Місце  |
| ------------------------------------------------------- | ------------------------ | --------------------------------- | ------ |
| Центральноамериканські і Карибські ігри 2010 (Маягуес)  | Домініканська Республіка | греко-римська боротьба, до 120 кг | Бронза |
| Центральноамериканські і Карибські ігри 2014 (Сан-Хуан) | Домініканська Республіка | греко-римська боротьба, до 130 кг | Бронза |
| Центральноамериканські і Карибські ігри 2014 (Веракрус) | Домініканська Республіка | греко-римська боротьба, до 130 кг | Срібло |

### Виступи на інших змаганнях
| Змагання                                                               | Збірна                   | Вагова категорія                  | Місце  |
| ---------------------------------------------------------------------- | ------------------------ | --------------------------------- | ------ |
| Кубок Гранми з боротьби 2012                                           | Домініканська Республіка | греко-римська боротьба, до 120 кг | Бронза |
| Олімпійський кваліфікаційний турнір з боротьби 2012 (Кіссіммі-Орландо) | Домініканська Республіка | греко-римська боротьба, до 120 кг | Бронза |
| Cerro Pelado International 2013                                        | Домініканська Республіка | греко-римська боротьба, до 120 кг | Бронза |
| Боліваріанські ігри 2013                                               | Домініканська Республіка | греко-римська боротьба, до 120 кг | Золото |
| Кубок Гранми з боротьби 2014                                           | Домініканська Республіка | греко-римська боротьба, до 130 кг | Бронза |